# Dilxad Agha (esposa d'Amir Husayn)
Dilxad Agha (Dilshad Agha, Delshad Agha), fou una princesa de Transoxiana, primerament esposa d'Amir Husayn i després de l'amir Apardi de Xibarghan. Tenia el mateix nom que una esposa de Tamerlà, filla del kan Kamar al-Din de Mogolistan i diferent persona.
El 1362 un príncep txagataïda va ocupar Kabul i Amir Husayn va haver de fugir amb la seva esposa Dilxad Agha i anava errant per les muntanyes fins que uns mesos després es va unir a Tamerlà. Vas seguir tot l'exili de Husayn i Tamerlà i va actuar abnegadament passant diverses penalitats.
El 1370 Tamerlà va guanyar la guerra civil, va ocupar Balkh i Amir Husayn va acabar executat. De les seves esposes (ara vídues), Dilxad Agha fou concedida a Zinde Hasham Apardi, amir de Xibarghan.